# 30. april
30. april je 120. dan leta (121. v prestopnih letih) v gregorijanskem koledarju. Ostaja še 245 dni.

## Dogodki
- 311 – rimski cesar Galerij sprejme tolerančni edikt
- 1789 – George Washington postane prvi predsednik Združenih držav Amerike
- 1803 – ZDA za 60 milijonov francoskih frankov odkupijo francosko Louisiano
- 1840 – izide prvi zvezek Kranjske čbelice
- 1941 – začetek britanskega umika iz Grčije
- 1945 –
  - začetek bojev za Trst
  - ameriške enote vkorakajo v München
  - sovjetske enote vkorakajo v Berlin
  - osvobojeno koncentracijsko taborišče Jasenovac
  - Adolf Hitler in njegova dvodnevna žena Eva Braun storita samomor v berlinskem podzemnem bunkerju
- 1975 – Severni Vietnam zavzame južnovietnamsko prestolnico Sajgon - konec vietnamske vojne
- 1991 – izdelan zadnji trabant
- 2000 – Janez Pavel II je sestro Favstino Kowalsko razglasil za svetnico in prvo nedeljo po veliki noči razglasil za praznik Božjega usmiljenja.
- 2005 – Slovenija kot prva država vzpostavi diplomatske stike z Irakom
- 2013 – nizozemska kraljica Beatrix odstopi, njen položaj prevzame sin Willem-Alexander kot novi kralj Nizozemske

## Rojstva
- 1310 – Kazimir III., poljski kralj († 1370)
- 1331 – Gaston III., grof Foixa, vikont Baerna, sovladar Andore († 1391)
- 1767 – Johann Peter Friedrich Ancillon, pruski državnik, zgodovinar, politični filozof († 1837)
- 1769 – Arthur Wellesley Wellington, angleški vojskovodja, politik († 1852)
- 1777 – Carl Friedrich Gauss, nemški matematik, astronom, fizik († 1855)
- 1812 – Kaspar Hauser, nemški "skrivnostni" deček († 1833)
- 1857 – Eugen Bleuler, švicarski psihiater († 1940)
- 1870 – Franz Lehár, avstrijski skladatelj († 1948)
- 1883 – Jaroslav Hašek, češki pisatelj († 1923)
- 1893 – Joachim von Ribbentrop, nemški nacistični zunanji minister († 1946)
- 1906 – Ivan Mrak, slovenski pisatelj, dramatik, esejist († 1986)
- 1916 – Claude Elwood Shannon, ameriški matematik († 2001)
- 1933 – Willie Nelson, ameriški pevec countryja, kitarist, glasbenik, skladatelj, filmski igralec
- 1939 – Pavel Ledinek, slovenski gospodarstvenik in izumitelj († 2021)
- 1945 – Michael John Smith, ameriški astronavt († 1986)
- 1946 – Carl XVI. Gustaf, švedski kralj
- 1949 – António Guterres, portugalski diplomat in politik
- 1951 – Marko Brecelj, slovenski kantavtor († 2022)
- 1956 – Lars von Trier, danski režiser
- 1961 – Isiah »Zeke« Lord Thomas III., ameriški košarkar
- 1970 – Berto Camlek, slovenski motociklistični dirkač († 2015)
- 1982 – Kirsten Caroline Dunst, ameriška filmska igralka, pevka

## Smrti
- 65 – Mark Anej Lukan, rimski pesnik (* 39)
- 1002 – Ekart I., mejni grof Meissena
- 1030 – Mahmud Ghazni, sultan gaznavidskega imperija (* 971)
- 1063 – cesar Renzong, dinastija Song (* 1010)
- 1139 – Rainulf II., italonormanski grof Alifeja
- 1305 – Roger de Flor, italijanski pustolovec, pirat, vojskovodja, grof Malte (* 1267)
- 1315 – Enguerrand de Marigny, francoski kraljevi svetovalec (* 1260)
- 1341 – Ivan III., bretonski vojvoda (* 1286)
- 1632 – Sigismund III. Poljski, kralj Poljske in Švedske (* 1566)
- 1790 – Samuel Heinicke, nemški učitelj (* 1727)
- 1792 – John Montagu of Sandwich, angleški prvi lord admiralitete (* 1718)
- 1795 – Jean-Jacques Barthélemy, francoski arheolog, pisatelj (* 1716)
- 1865 – Robert Fitzroy, angleški mornariški častnik, hidrolog, meteorolog (* 1805)
- 1883 – Édouard Manet, francoski slikar (* 1832)
- 1885 – Jens Peter Jacobsen, danski pisatelj, pesnik (* 1847)
- 1944 – Paul Poiret, francoski modni oblikovalec (* 1879)
- 1945 –
  - Adolf Hitler, nemški diktator, nacistični voditelj (* 1889)
  - Eva Braun, Hitlerjeva žena (* 1912)
- 1959 – Damir Feigel, slovenski pisatelj (* 1879)
- 1967 – Franjo Baš, slovenski muzealec, zgodovinar, etnolog (* 1899)
- 1983 – McKinley Morganfield - Muddy Waters, ameriški bluesovski glasbenik (* 1915)
- 1987 – Marc Aaronson, ameriški astronom (* 1950)
- 1989 – Sergio Leone, italijanski filmski režiser (* 1929)

## Prazniki in obredi
- Gančanski majoš, prekmurska šega